# Баккер, Эдвин
Эдвин Баккер (нидерл. Edwin Bakker; родился 3 сентября 1964, Амстердам) — нидерландский футболист, полузащитник. Воспитанник амстердамского «Аякса», выступал также за «Гронинген» и «Харлем».

## Биография
В возрасте 18 лет попал в основной состав «Аякса». Дебютировал за команду 30 января 1983 года в матче 20-о тура чемпионата Нидерландов против «Харлема». В игре Баккер появился на 72-й минуте вместо Мортена Ольсена, а уже через несколько минут он отметился голом. Матч завершился домашней победой амстердамцев с крупным счётом 6:1, однако для Баккера эта игра стала единственной в составе «Аякса».
Летом 1983 года Эдвин получил вызов в молодёжную сборную Нидерландов, которой предстояло выступить на Чемпионате мира в Мексике. От «Аякса» в сборную было вызвано сразу несколько игроков: Гералд Ваненбург, Марко ван Бастен, Эдвин Годе, Рене Панхёйс, Сонни Силой и Джон ван 'т Схип. За сборную на турнире Баккер сыграл два матча, против Бразилии и СССР. Именно в матче против сборной Советского Союза Баккер получил серьёзную травму — перелом ноги и разрыв связок лодыжки. Нидерландцы смогла выйти из группы, но в 1/4 финала они уступили Аргентине со счётом 2:1. После первенства континента Эдвин долгое время находился на лечении, а после восстановления играл только за вторую команду «Аякса».
Летом 1985 года Баккер подписал трёхлетний контракт с «Гронингеном». В составе клуба он отыграл три сезона, сыграв за это время 39 матчей в чемпионате, в которых шесть раз поражал ворота соперника. В сезоне 1986/1987 Эдвин провёл два матча в Кубке УЕФА. Завершил футбольную карьеру в 1990 году в «Харлеме».